# 1897 en philosophie
Chronologie de la philosophie
- 1893
- 1894
- 1895
- 1896
- 1897
- 1898
- 1899
- 1900
- 1901

L’année 1897 a été marquée, en philosophie, par les événements suivants :

## Publications
- La Vie et l'Art, d’Henry Bordeaux.
- La Prohibition de l'inceste et ses origines, d’Émile Durkheim.

### Rééditions
- Descartes, Œuvres, édition Charles Adam et Paul Tannery, Léopold Cerf, 1897-1913, 13 volumes ; nouvelle édition complétée, Vrin-CNRS, 1964-1974, 11 vol. (édition de référence, indiquée comme AT: les cinq premiers volumes contiennent la correspondance).